# Le Souffle des dieux (film, 2013)
Pour les articles homonymes, voir Le Souffle des dieux.
Pour plus de détails, voir Fiche technique et Distribution.
Le Souffle des dieux (Der Atmende Gott) est un documentaire allemand de Jan Schmidt-Garre sorti le 19 mars 2014 en France.

## Synopsis
Le yoga moderne, celui qui est pratiqué quotidiennement par des dizaines de millions de personnes à travers le monde, descend directement du dieu Shiva selon la tradition indienne. Historiquement cependant, une des formes modernes du yoga remonterait au début du vingtième siècle sous l'inspiration d'un érudit indien T. Krishnamacharya (1890-1989). C'est cette histoire beaucoup moins connue que raconte ce film.

## Fiche technique
- Titre original : Der Atmende Gott
- Titre français : Le Souffle des dieux
- Titre anglais ou international : Breath of the Gods
- Réalisation et scénario : Jan Schmidt-Garre
- Décors : Irina Kromayer
- Montage : Gaby Kull-Neujahr
- Production :
  - Jan Schmidt-Garre
  - Marieke Schroeder
- Société(s) de production : PARS Media
- Société(s) de distribution : Jupiter Communications
- Pays d'origine : Allemagne
- Langue originale :
  - Allemand
  - Anglais
  - Hindi
- Format : Couleur - 35 mm
- Genre : Documentaire
- Durée : 106 min
- Dates de sortie : 
  -  Allemagne : 5 janvier 2012
  -  France : 19 mars 2014

## Distribution
- T. Krishnamacharya
- K. Pattabhi Jois
- B. K. S. Iyengar
- T.K. Sribhashyam
- Alamelu Sheshadri
- Jan Schmidt-Garre